# Řecko na Letních olympijských hrách 1968
Řecko se účastnilo Letní olympiády 1968 v Mexiku. Zastupovalo ho 44 mužů v 7 sportech.

## Medailisté
| Medaile | Jméno               | Sport | Soutěž                      |
| ------- | ------------------- | ----- | --------------------------- |
| Bronz   | Petros Galaktopulos | Zápas | muži, řecko-římský do 70 kg |